# Daïra de Bir el-Ater
La daïra de Bir el-Ater est une circonscription administrative algérienne située dans la wilaya de Tébessa. Son chef-lieu est situé sur la commune éponyme de Bir el-Ater.
La daïra regroupe les deux communes d'Ogla Melha et Bir el-Ater.